# パンナムオープン・サンティアゴ
パンナムオープン・サンティアゴ(Pan American Open Santiago)はチリの国際柔道大会

## 来歴
2009年よりIJFワールド柔道ツアーの一環として、グランドスラム、グランプリなどに次ぐ位置付けとなったコンチネンタルオープンのうちの1大会。なお、今大会は世界ランキング対象大会であるが、国際柔道連盟主催ではなく各大陸連盟主催の大会であるため、ワールド柔道ツアーには含まれない。今大会は2014年7月からチリのサンティアゴで開催されることになった。2016年の大会はオリンピックのポイント対象大会から除外された。

## 名称の変遷
- パンナムオープン・サンチアゴ Pan American Open Santiago (2014- )

## 優勝者

### 男子
| 年     | 60 kg級              | 66 kg級                  | 73 kg級                  | 81 kg級              | 90 kg級                  | 100 kg級                 | 100 kg超級           |
| 2014年 | ディエゴ・サントス   | パトリック・ガグネ       | ジョアン・マチェド       | ヴィニシウス・パニニ | イサオ・カルデナス       | マルク・デシェヌ         | フレディ・フィゲロア |
| 2015年 | ベスラン・ムドラノフ | ミハイル・プリャエフ     | ミクローシュ・ウングバリ | オーウェン・リブジー | キリル・デニソフ         | ラファエル・ブザカリーニ | レナート・サイドフ   |
| 2016年 | サン・ヴィン         | ダビド・ラローズ         | フローレン・ウラニ       | ルイス・ベガ         | ルドビク・ゴベル         | アルフレド・オリベ       | ホセ・ケバス         |
| 2017年 | フェリペ・ペリム     | アントワーヌ・ブシャール | マルセロ・コンティーニ   | ジャック・ハットン   | エドゥアルド・ベットーニ | ルシアーノ・コヘア       | ルアン・イスケルド   |
| 2018年 | レーニン・プレシアド | ディエゴ・サントス       | アロンソ・ウォン         | アレックス・マリノー | ナシフ・エリアス         | エル・エー・スミス       | フレディ・フィゲロア |
| 2019年 | 仲島聖悟             | ロバン・コラド           | リンコウン・ネベス       | 伊藤悦輝             | ユウタ・ガラレタ・ビラル | セドリク・オリバル       | フレディ・フィゲロア |

### 女子
| 年     | 48 kg級                      | 52 kg級                      | 57 kg級                    | 63 kg級                          | 70 kg級                | 78 kg級                    | 78 kg超級                                              |
| 2014年 | エンダ・カリージョ           | イルス・ヘイレン             | ステファニー・トレンブレイ | エステファニア・ガルシア         | ジュリ・アルベアル     | ライア・タラルン           | バネッサ・ザンボッティ                                 |
| 2015年 | パウラ・パレト               | ユリア・リジョワ             | イリーナ・ザブルディナ     | アンドレア・グティエレス         | ロクサーヌ・テイマンス | アナスタシア・ドミトリエワ | バネッサ・ザンボッティ                                 |
| 2016年 | オロール・クリマンス＝ウラニ | フディト・ゴンサレス         | ハイオネ・エキソアイン     | サラ・ロコ                       | アンドレア・ポー       | ハケリネ・ウスナヨ         | 出場選手がいないため、今大会この階級の試合はなかった。 |
| 2017年 | ガブリエラ・チバナ           | エレウディス・バレンティム   | ギメナ・ラフェウイジャーデ | ケトレイン・クアドロス           | ケリタ・ズパンシック   | ジャケリーネ・ウスナヨ     | ジョセフィーナ・フエンテアルバ                         |
| 2018年 | ケイシー・ペラファン         | ブリリト・ガマラ＝カルバヤル | アメリア・フルゲンテス     | エステファニア・ガルシア         | アリソン・ケベド       | ライスライネ・ロシャ       | ロシェレ・ヌネス                                       |
| 2019年 | エンダ・カリージョ           | ラリサ・ピメンタ             | マリカ・ペリシッチ         | プリスカ・アウィティ・アルカラス | エレン・サンタナ       | バネッサ・チャラ           | ニナ・クトロ＝ケリー                                   |

## 外部サイト
- Pan American Open Santiago